# Râul Teiș, Neajlov
Râul Teiș este un râu din România, afluent al râului Neajlov, în care se varsă în apropiere de localitatea Furduești, Județul Argeș. 